# Que sais-je?

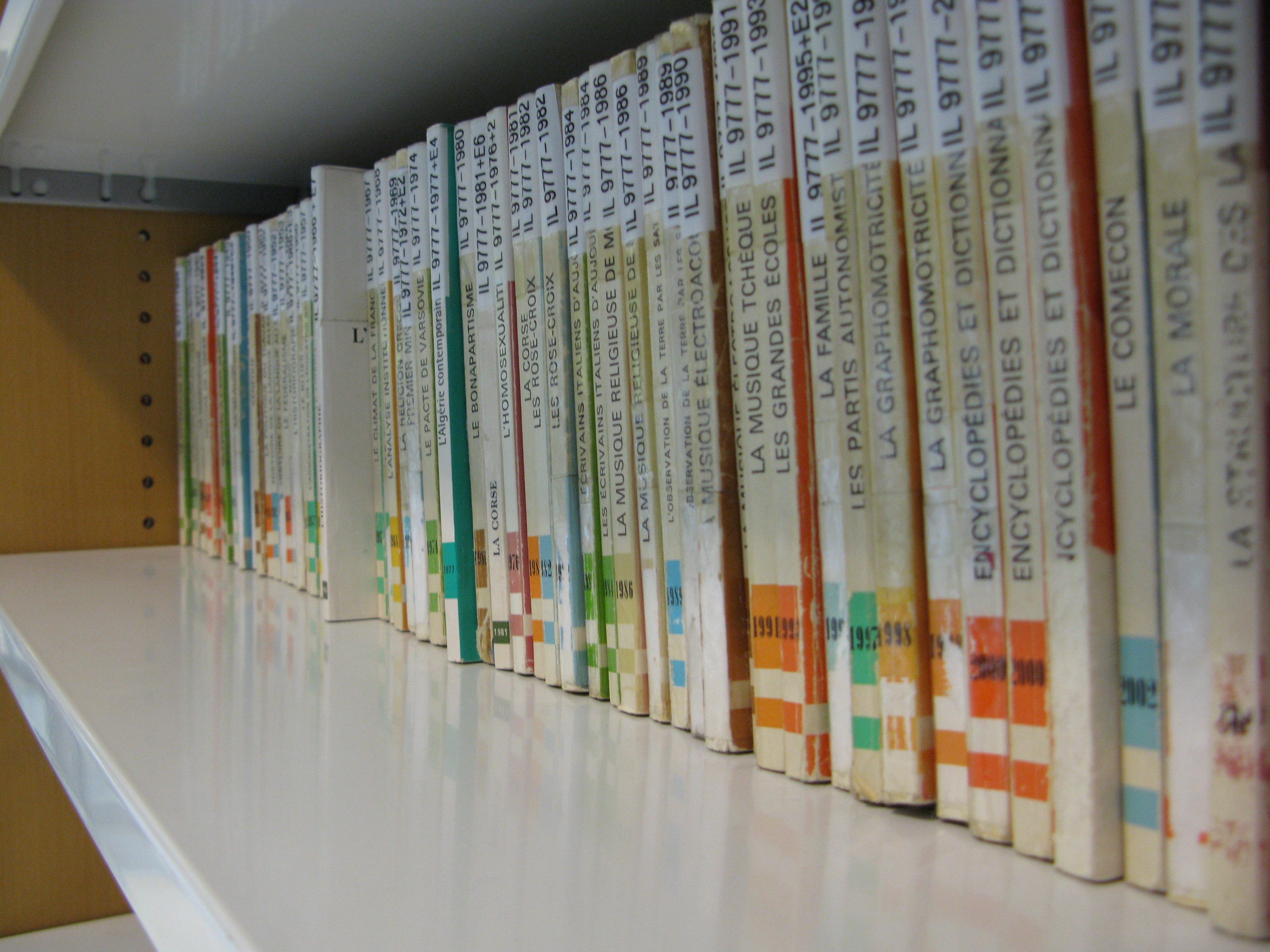
Некоторые книги из серии

«Que sais-je?» (QSJ) (французский: [kə sɛʒ]; дословно — «Что я знаю?») — книжная серия, издаваемая Presses Universitaires de France (PUF) (ISSN 0768-0066). Цель серии — предоставить непрофессиональному читателю доступное введение в различные области исследований, написанные экспертами в этой области. Название «Que sais-je?» взято из произведений французского писателя Мишеля Монтеня.
Серия, основанная в 1941 году Полем Ангульвентом (1899—1976), создателем Presses Universitaires de France, в настоящее время насчитывает более 3900 книг более чем 2500 авторов, которые переведены на 43 языка. Некоторые книги разошлись тиражом более 300 000 копий (например, Piaget). Ежегодно серия пополняется на 50—60 новых изданий в десяти различных тематических категориях. Таким образом, серия представляет собой крупнейшую в мире «энциклопедию в мягкой обложке». Спектр тем серии поистине энциклопедичен, он охватывает все: от Chanson de geste и Гомера до гастрономии и свободы воли. Не все предметы являются академическими — они могут включать актуальные темы, такие как насилие в спорте или личный тренер. Представление информации разнообразно и может состоять из введения в предмет, подробного эссе о научной школе или анализа текущих событий. До 2004 года по всему миру было продано более 160 миллионов копий.
Серия необычна во многих отношениях: например, цена за каждый том одинакова и сведена к минимуму (9 евро на середину 2011 года), а каждая книга состоит из 128 страниц.
Когда информация в какой-либо книге устаревает, книга может быть изъята из серии или обновлена. Иногда обновление приводит к полному переписыванию книги, как, например, том Parfumerie (том 1888), первоначально написан Эдмоном Рудницким в 1980 году и переписан Жан-Клодом Элленом в 2006 году с сохранением того же номера в серии.
Эта серия похожа на другие серии, такие как «Серия 128», изданная Арман Колен во Франции; «Очень короткие вступления», изданная Oxford University Press, и «C.H. Beck Wissen», опубликованный Verlag C.H. Beck.

## Эволюция дизайна обложки

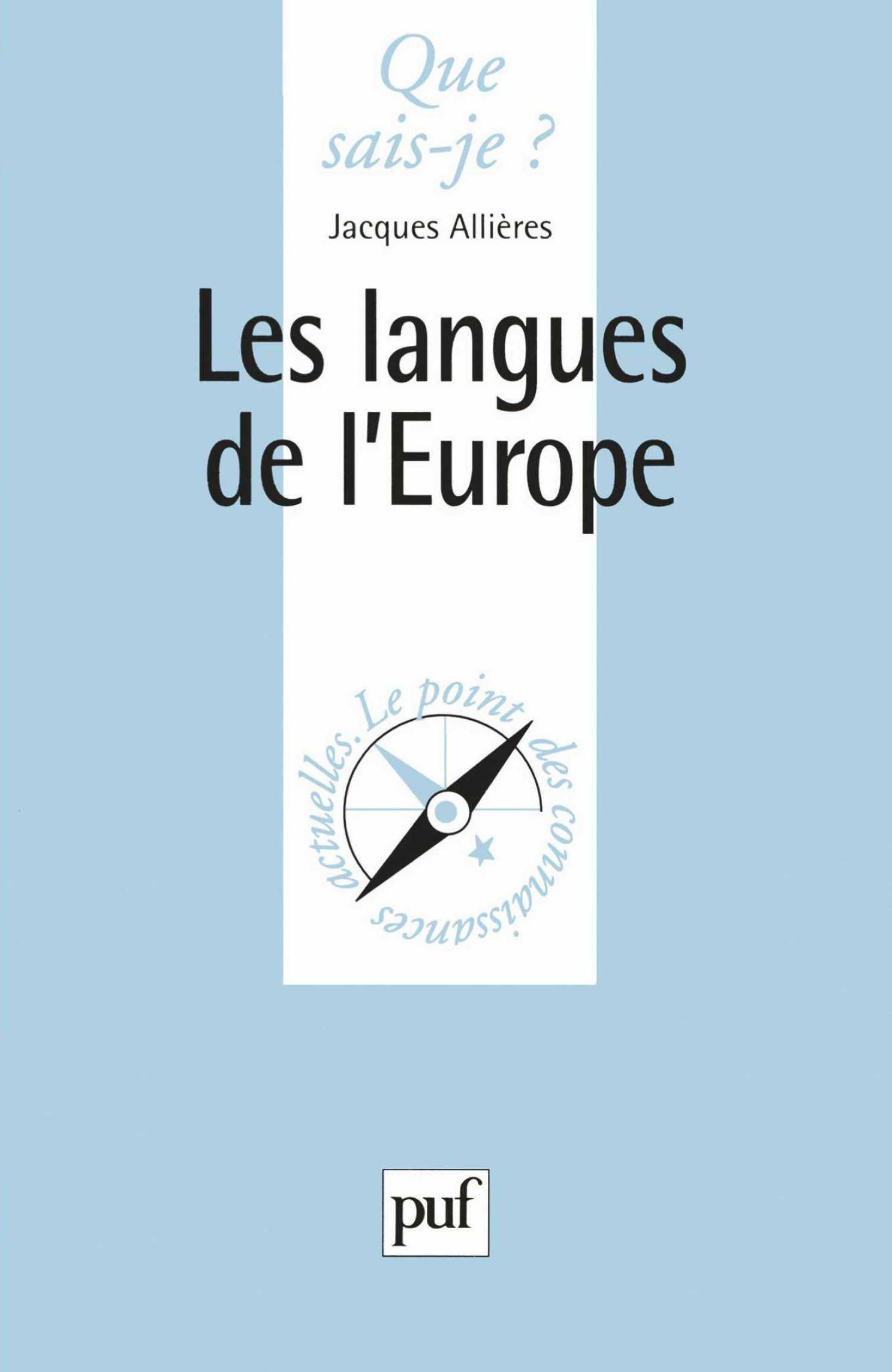
1980-2000 гг.
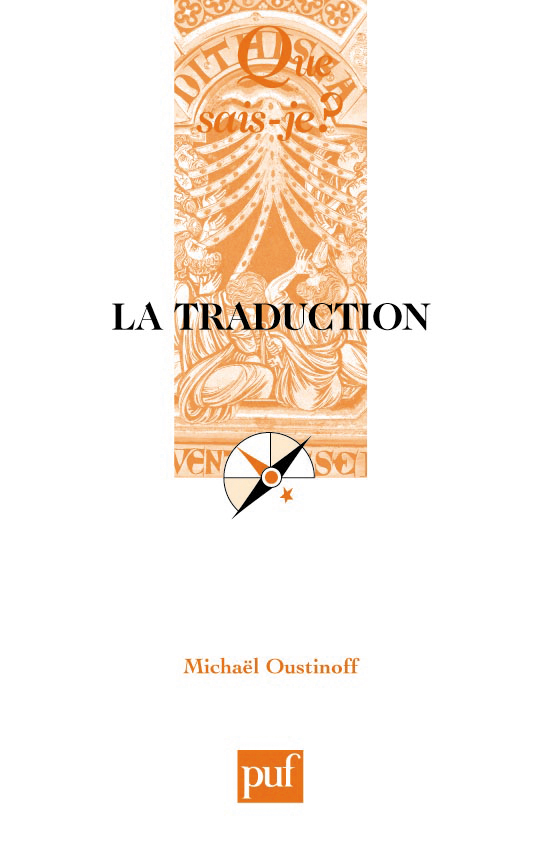
2000-2007 гг.
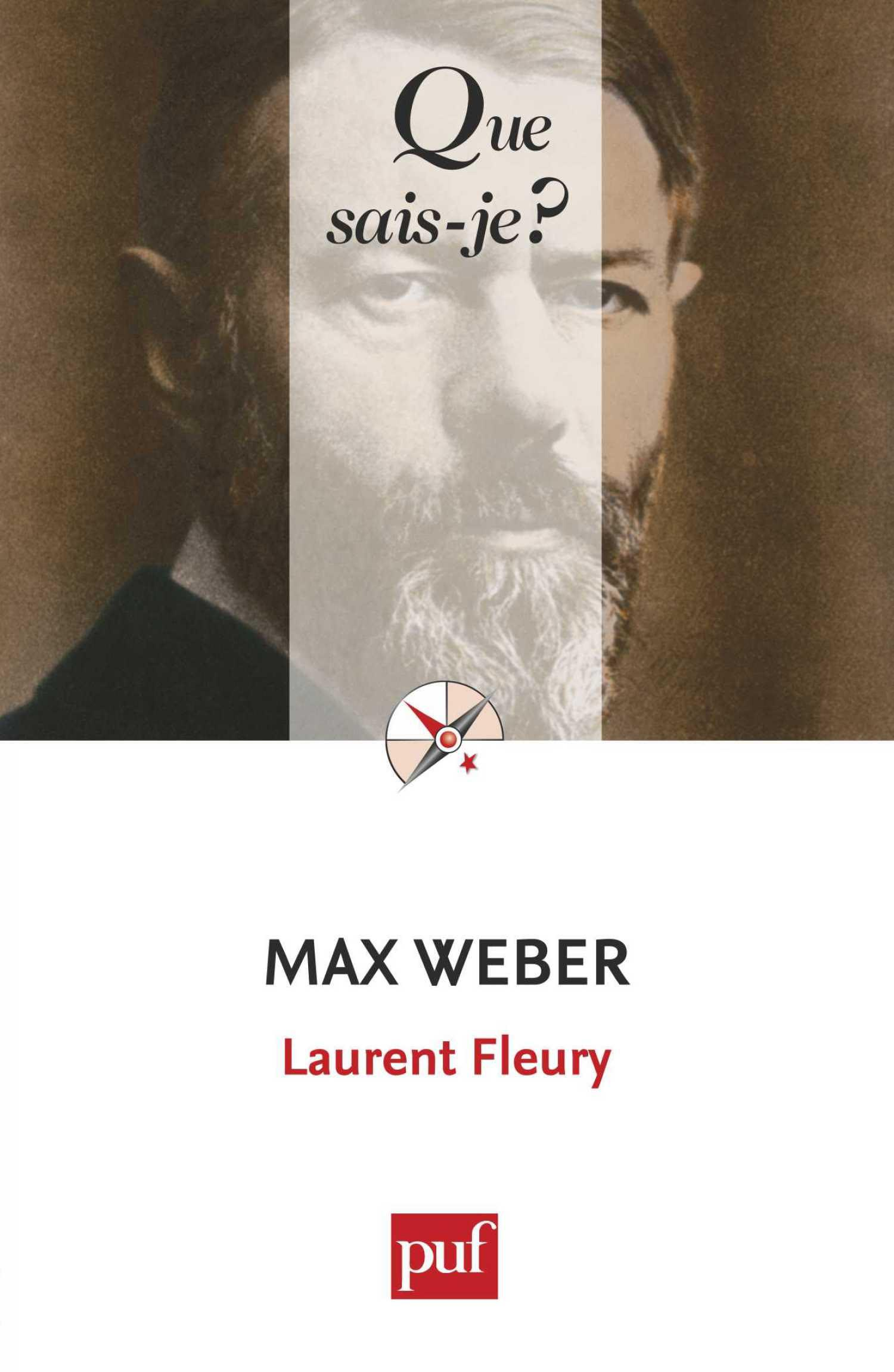
2007-2016 гг.
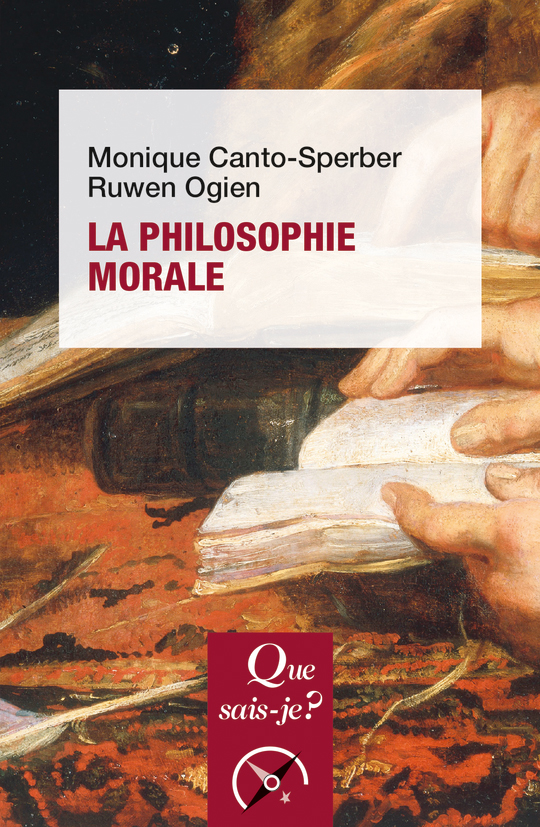
С 2017 г.